# نورمان بارك (جورجيا)
نورمان بارك (بالإنجليزية: Norman Park, Georgia)‏ هي مدينة تقع في مقاطعة كولكويت، جورجيا بولاية جورجيا في الولايات المتحدة. تبلغ مساحة هذه المدينة 8.2 (كم²)، وترتفع عن سطح البحر 102 م، بلغ عدد سكانها 972 نسمة في عام 2010 حسب إحصاء مكتب تعداد الولايات المتحدة.

## وصلات خارجية
- Cities & Counties - Georgia.gov